# Ramsauer Ache
La Ramsauer Ache est un cours d'eau des Alpes de Berchtesgaden en Bavière. Elle tire son nom de la confluence du ruisseau Sillersbach qui draine l'Hintersee et du Klausbach. Après avoir fusionné avec la Königsseer Ache à Berchtesgaden, le cours d'eau prend le nom de Berchtesgadener Ache.

## Géographie
Dans la zone du Marxenbrücke, à l'entrée de la Zauberwald, la rivière traverse le Marxenklamm. Près du Lattenbrücke, le Lattenbach est un affluent de la rive gauche. Au centre de Ramsau, le Schwarzeckerbach et le Freidinggraben sont des affluents de la rive gauche, l'Öfenbach de la droite, qui, comme le Freidinggraben, n'a de l'eau qu'après une pluie continue. Dans le village de Wimbachbrücke, le Wimbach coule de la droite. À la sortie de la vallée de Ramsau, la Ramsauer Ache se faufile dans la Preisenklamm et quitte un peu plus tard le territoire de Ramsau. Sur les quelques kilomètres suivants, elle représente la limite communale entre Bischofswiesen et Schönau am Königssee, où se jette la Bischofswieser Ache sur la gauche au pont de Gmund. Le Ramsauer Ache forme alors la frontière municipale entre Berchtesgaden et Schönau am Königssee. Peu de temps après, elle fusionné avec la Königsseer Ache pour former la Berchtesgadener Ache à la gare de Berchtesgaden.

## Économie et infrastructures
Les deux centrales hydroélectriques Gummerer et Dieterich utilisent l'énergie de la Ramsauer Ache dans la zone municipale de Ramsau, une autre centrale hydroélectrique de la centrale hydroélectrique Bischofswiesener est en service à Engedey.
La Ramsauer Ache est enjambé par des ponts routiers (de l'embouchure à l'union avec le Königsseer Ache) : après la Zauberwald le pont de l'ancienne Hinterseer Straße, au Marxenklamm le Marxenbrücke (St 2099), à l'entrée de la ville par le Pfeiffenmacherbrücke, en ville par les ponts Wirts, Schmied, Bachrand, Neuhausen et Hiasen ; ceux-ci sont suivis par le pont Aesch et le pont Wimbach dans la colonie de Reschen. Dans la zone des communes de Bischofswiesen et Schönau am Königssee, le Duftbrücke et le pont Stangersteg plus récemment l'un des trois ponts du rond-point (B 305) avant de rejoindre la Königsseer Ache.